# U.S. International Classic 2014
U.S. International Classic 2014 – pierwsze zawody łyżwiarstwa figurowego z cyklu Challenger Series 2014/2015. Zawody rozgrywano od 10 do 14 września 2014 roku w hali Salt Lake City Sports Complex w Salt Lake City.
Wśród solistów zwyciężył reprezentant gospodarzy Max Aaron, natomiast w rywalizacji solistek Polina Edmunds. W parach sportowych wygrali Alexa Scimeca i Chris Knierim. Tytuł w rywalizacji par tanecznych wywalczyli Amerykanie Alexandra Aldridge i Daniel Eaton.

## Wyniki

### Soliści
| Poz. | Zawodnik         | Nota łączna | SP    | SP | FS     | FS |
| ---- | ---------------- | ----------- | ----- | -- | ------ | -- |
| 1    | Max Aaron        | 240,22      | 78,96 | 1  | 161,26 | 1  |
| 2    | Ross Miner       | 209,78      | 67,06 | 3  | 142,72 | 2  |
| 3    | Daisuke Murakami | 204,67      | 68,56 | 2  | 136,11 | 3  |
| 4    | Douglas Razzano  | 199,57      | 66,15 | 5  | 133,42 | 4  |
| 5    | Ronald Lam       | 194,11      | 66,67 | 4  | 127,44 | 5  |
| 6    | Andriej Rogozine | 192,16      | 65,29 | 6  | 126,87 | 6  |
| 7    | Jordan Moller    | 189,81      | 64,21 | 7  | 125,60 | 7  |
| 8    | Bela Papp        | 163,62      | 54,91 | 8  | 108,71 | 8  |
| 9    | Maverick Igia    | 128,19      | 42,47 | 9  | 85,72  | 9  |
| 10   | Balam Labarrios  | 89,91       | 29,38 | 10 | 60,53  | 10 |

### Solistki
| Poz. | Zawodniczka           | Nota łączna | SP    | SP  | FS     | FS  |
| ---- | --------------------- | ----------- | ----- | --- | ------ | --- |
| 1    | Polina Edmunds        | 176,35      | 63,27 | 1   | 113,08 | 2   |
| 2    | Courtney Hicks        | 174,14      | 58,90 | 3   | 115,24 | 1   |
| 3    | Kato Togiitoguchina   | 161,69      | 61,55 | 2   | 100,14 | 5   |
| 4    | Alainé Chartrand      | 161,65      | 58,35 | 4   | 103,30 | 4   |
| 5    | Mirai Nagasu          | 159,49      | 55,46 | 5   | 104,03 | 3   |
| 6    | Brook Lee Han         | 132,64      | 42,74 | 8   | 89,90  | 6   |
| 7    | Ashley Shin           | 125,42      | 49,83 | 6   | 75,59  | 8   |
| 8    | Fleur Maxwell         | 116,16      | 36,59 | 10  | 79,57  | 7   |
| 9    | Anastasija Kononenko  | 115,41      | 41,14 | 9   | 74,27  | 9   |
| 10   | Frances Clare Untalan | 111,35      | 43,90 | 7   | 67,45  | 10  |
| 11   | Chelsea Chiyan Yim    | 90,26       | 34,36 | 11  | 55,90  | 12  |
| 12   | Beata Papp            | 92,70       | 32,26 | 12  | 60,44  | 11  |
| 13   | Brittany Lau          | 74,85       | 22,34 | 13  | 52,51  | 13  |
| WD   | Jennifer Parker       | DNS         | DNS   | DNS | DNS    | DNS |

### Pary sportowe
| Poz. | Zawodnicy                      | Nota łączna | SP    | SP | FS     | FS |
| ---- | ------------------------------ | ----------- | ----- | -- | ------ | -- |
| 1    | Alexa Scimeca / Chris Knierim  | 163,24      | 49,00 | 2  | 114,24 | 1  |
| 2    | Jessica Kalalang / Zack Sidhu  | 156,18      | 51,92 | 1  | 104,26 | 2  |
| 3    | Madeline Aaron / Max Settlage  | 138,52      | 48,16 | 3  | 90,36  | 4  |
| 4    | Brittany Jones / Joshua Reagan | 134,84      | 42,94 | 4  | 91,90  | 3  |
| 5    | Marin Ono / Hon Lam To         | 90,34       | 28,14 | 5  | 62,20  | 5  |

### Pary taneczne
| Poz. | Zawodnicy                                      | Nota łączna | SD    | SD  | FD    | FD  |
| ---- | ---------------------------------------------- | ----------- | ----- | --- | ----- | --- |
| 1    | Alexandra Aldridge / Daniel Eaton              | 141,70      | 54,08 | 1   | 87,62 | 1   |
| 2    | Nicole Orford / Thomas Williams                | 141,02      | 53,74 | 2   | 87,28 | 2   |
| 3    | Anastasia Cannuscio / Colin McManus            | 126,44      | 46,34 | 4   | 80,10 | 3   |
| 4    | Marieve Cyr / Benjamin Brisebois Gaudreau      | 121,58      | 46,96 | 3   | 74,62 | 4   |
| 5    | Pilar Maekawa Moreno / Leonardo Maekawa Moreno | 97,10       | 36,64 | 5   | 60,46 | 5   |
| 6    | Tatiana Kozmawa / Aleksandr Zołotariew         | 79,18       | 29,74 | 6   | 49,44 | 6   |
| WD   | Sara Hurtado / Adrià Díaz                      | DNS         | DNS   | DNS | DNS   | DNS |